# Chè mè đen
Chè mè đen hoặc súp mè đen (tiếng Trung: 芝麻糊, âm Hán Việt: Chi ma hồ, phiên âm trực tiếp từ tiếng Quảng Đông: Chí mà phủ) là một món tráng miệng phổ biến của người Trung Quốc. Món này rất tốt cho tiêu hoá, mượt tóc. Ngoài ra mè đen còn có nhiều công dụng khác rất tốt cho người già và phụ nữ mang thai.

## Nguyên liệu
Nguyên liệu của món này gồm: mè đen (vừng đen), bột gạo (có thể thay thế bằng bột sắn), nước lọc, đường trắng, nước cốt dừa.

## Cách làm
Mè đen (vừng đen) rang thơm sau đó xay nhỏ với nước lọc. Nấu mè đen khoảng 3 phút quậy liền tay. Sau đó cho đường và nước cốt dừa vào nấu chung khoảng 3 phút nữa. Hoà tan bột gạo (hoặc bột sắn) với nước cốt dừa cho tan rồi từ từ cho vào nồi khuấy đều tay cho đến khi chè đen đậm, mè đã chín. Chè dùng nóng.